# إزالة القضيب

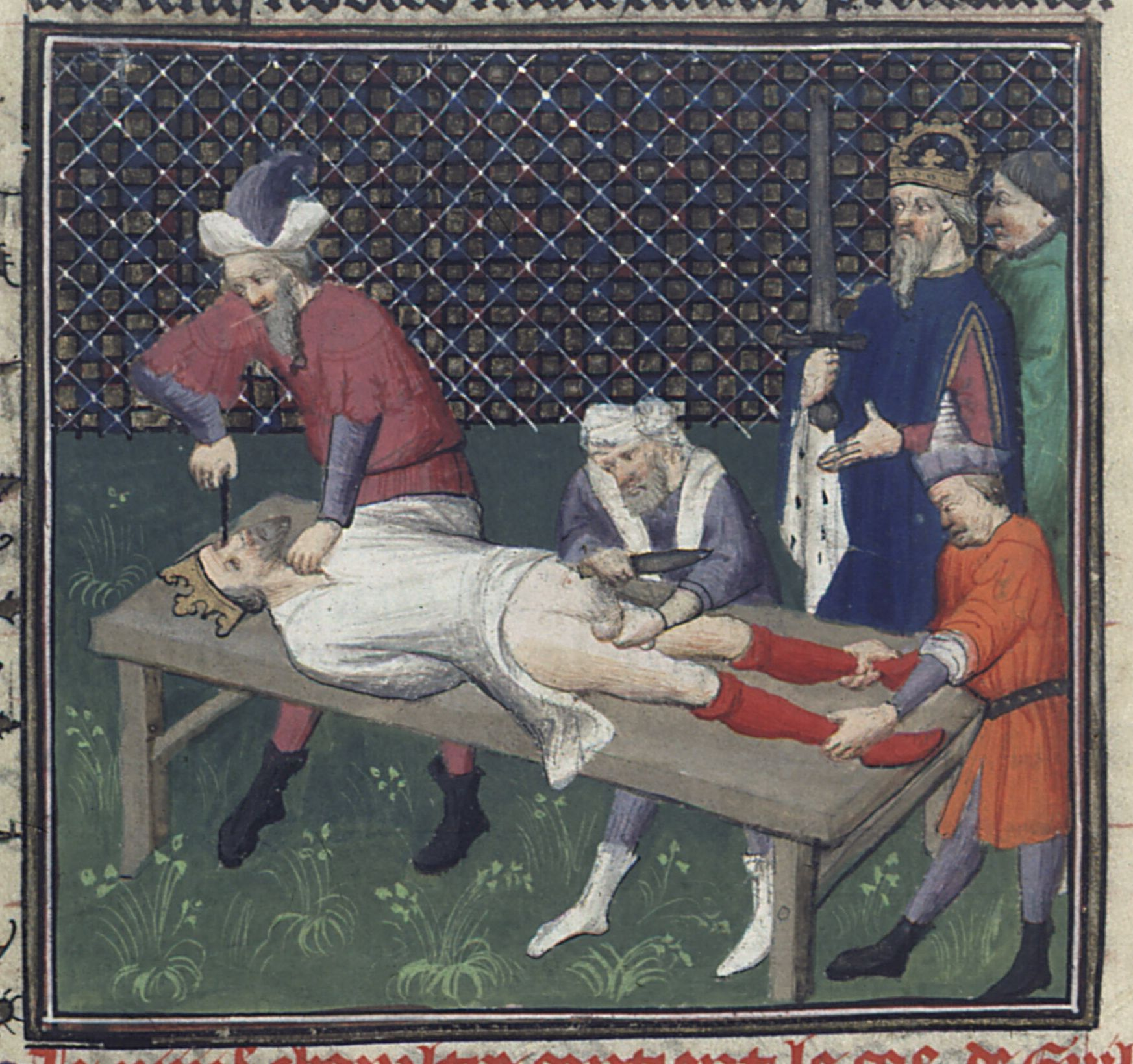
تعذيب ملك صقلية غولييلمو الثالث

في الحضارات القديمة، إعتبرت إزالة القضيب طريقةً لإظهار التفوق والسيطرة على العدو. كانت بعض الجيوش تقوم بإزالة قضبان الأعضاء لحساب تعداد القتلى، وإعتبرت الأعضاء أيضاً جوائز. أما الإخصاء (إزالة الخصيتين)، فيتضمن أحياناً إزالة كل أو جزء من القضيب، عادةً مع قسطرة موضوعة لإبقاء الإحليل مفتوحاً من أجل التبول. الإخصاء هي عادة كانت تمارس في العديد من الأزمنة والحضارات من أجل تكوين طبقة من الخدم تعرف بالمخصيين.
في روسيا، يوجد مجموعة دينية مسيحية تعرف بالخصيان أو «السكوبتسي»، يقوم رجالها بالخضوع للإخصاء، إما عبر الإخصاء الكامل، حيث يتم إزالة القضيب كله، أو عبر الإخصاء الجزئي، حيث يبقى القضيب مكانه. أما نساء هذه المجموعة فيخضعن لإستئصال الثدي. يتم القيام بهذه العمليات من أجل القضاء على الرغبة الجنسية وإسترجاع الحالة الغير مفسدة من المبادئ المسيحية ما قبل الخطيئة الأصلية.
في العصر الحديث، إزالة القضيب لأي من هذه الأسباب يعد نادراً، (ما عدا بعض الحالات الإستثنائية المذكورة أدناه)، والحديث عن إزالة القضيب يعد غالباً رمزي. أما الإخصاء فهو ليس بهذه الندرة، ويعد إحدى العلاجات الأخيرة المستخدمة في مواجهة سرطان البروستات الحساس للأندروجن.
و إمكانية التعافي من حالات بتر القضيب، وإعادة تثبيت العضو مرة أخرى يتوقف على مكان الإصابة وحجم الضرر به، ففي الوقت الذي يصعب فيه إعادة توصيل الأعصاب مرة أخرى، يمكن إعادة توصيل الأنسجة الجسدية أو أنسجة الانتصاب corporal tissue، التي تحتوي على معظم الدم في القضيب في أثناء الانتصاب. وكلما كان المصاب حسن الحظ، وكانت الإصابة بعيدة عن العصب الفرجي pudendal nerve، الذي يحمل الإحساس من الأعضاء التناسلية الخارجية، ويعتبر العصب الرئيسي المغذي للحوض والمثانة والإحليل، فعلى الأرجح يمكن استعادة وظيفة العضو الذكري مرة أخرى،

## إزالة القضيب في الطب وعلم النفس
يتم بتر القضيب لدى بعض الرجال لأسباب طبية. فالسرطان مثلاً قد يتطلب في بعض الأحيان إزالة كل أو جزء من القضيب. في بعض الحالات أيضاً، قد تتسبب عمليات الخِتان الفاشلة ببتر جزئي أو كلي للقضيب. قد يتسبب بتر القضيب لدى الرجال بمشكلة أو أكثر على الصعيد النفسي، أو في القدرة على التبول، الحياة الجنسية، فقدان الحماية للخصيتين، بالإضافة إلى إحتمالية حصول وهم الأطراف.
أما في جراحة إعادة تحديد الجنس في النساء المتحولة، لا يتم عادةً القيام بإزالة كاملة للقضيب، حيث يتم الإبقاء على الحشفة عادةً لرأبها لتصبح البظر الجديد. كما قد يتم استخدام الجلد المحيط بالقضيب وقلبه لإنشاء المهبل الجديد. إذا لم تكن العملية ممكنة لأي سبب، يمكن استخدام أسلوب جراحي أخر يتضمن استخدام قطعة من المستقيم (colovaginoplasty) لإنشاء المهبل بعد إزالة القضيب كاملاً.
كما يتم الحديث عن المشاكل النفسية لإزالة القضيب في حالة تسمى «عقدة الخصاء».
بعض الرجال اختاروا طوعياً إستئصال القضيب كنوع من التعديل الجسدي، مما يجعله جزء من إضطراب التشوه الجسمي. هناك انقسام في رأي العلماء حول استخدام البتر كطريقة علاجية لإضطراب التشوه الجسمي. قص القضيب طوعياً من الأسفل (penile subincision)، إزالة الحشفة، والشق النصفي للقضيب هي مواضيع متعلقة بهذا المجال.

## تاريخ إزالة القضيب القسرية

### الصين
في الحضارة الصينية القديمة، كان يتم عقاب مرتكبي الجرائم كالزنا والفجور عبر إزالة قضبانهم، بالإضافة إلى إخصائهم. كانت هذه إحدى العقوبات الخمس التي يمكن تنفيذها قانونياً على المرتكبين في الصين. وكان قد تم تصميمها لافتعال التشوه الجسمي الدائم مدى الحياة. «الإخصاء» في الصين كان يعني إزالة القضيب بالإضافة إلى الخصيتين، وكان يتم بعدها الحكم على المرتكبين بالعمل في القصور كمخصيين. كان يتم عقاب الرجال المتزوجين الذين ارتكبوا الزنى بالإخصاء وفق هذا القانون.    

### اليابان
إزالة القضيب كانت تستخدم كوسيلة للتعذيب في الرجال في فترة هييآن في اليابان، حيث حلت مكان الإعدام. كانت تسمى «راسيتسو» (rasetsu) وكانت مختلفة عن الإخصاء الذي كان يسمى «كيوكاي»(kyūkei). راسيتسو كان يتم القيام بها طوعياً من قبل بعض الكهنة البوذيين لتأكيد العفّة . راسيتسو كانت متواجدة أيضاً في فترة ايدو في اليابان.
كلمة راسيتسو متألفة من «را» من «مارا» وتعني قضيب، و-«سيتسو» التي تعني قطع.
تم استخدام كلمة راسيتسو في الأدب الياباني.
كلمة كيوكاي في القانون الياباني كانت تعني العقاب عبر الإخصاء، وهو ما كان يتم تطبيقه على الرجال المجرمين.

### تجارة العبيد عند العرب
تجارة العبيد عند العرب قامت بتأمين الكثير من المخصيين الذين اعتبروا سلعة غالية وعالية الثمن. في غالبية الأحيان كان الصبية الأفارقة عرضة لإزالة القضيب أو الإخصاء.

## علاج وتأثير إزالة القضيب
إحدى الدراسات عن موضوع إعادة وصل القضيب التي اجريت في الصين وجدت أنه في مجموعة من 50 رجلاً، تم الوصول إلى نتيجة فعالة في الجميع ما عدا رجلاً واحداً، عبر القيام بعملية إعادة بناء القضيب باستخدام الأنسجة والعظام. وحسب التقارير، تمكن بعض هؤلاء الرجال من الإنجاب لاحقاً.

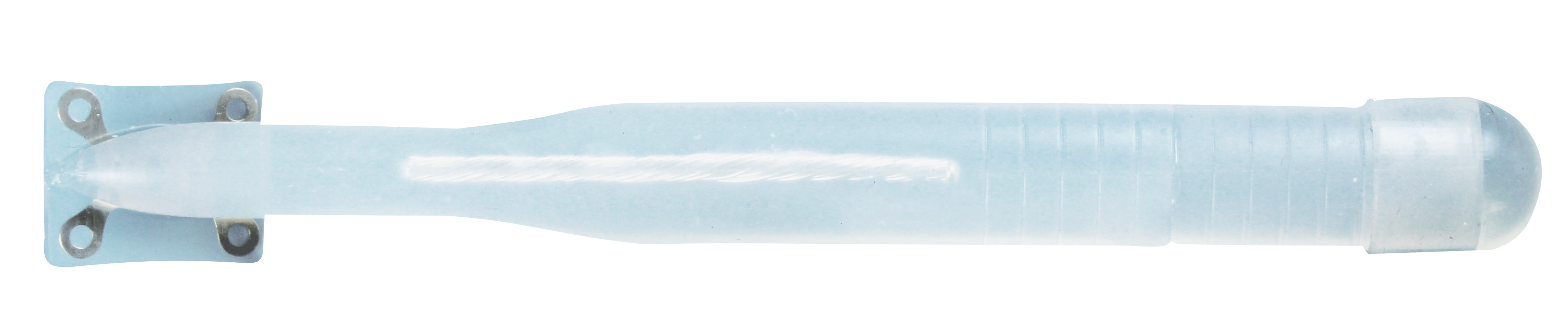
بدلة قضيبية شبه صلبة ZSI 100 FTM

### رأب القضيب
المقال الأساسي: رأب القضيب

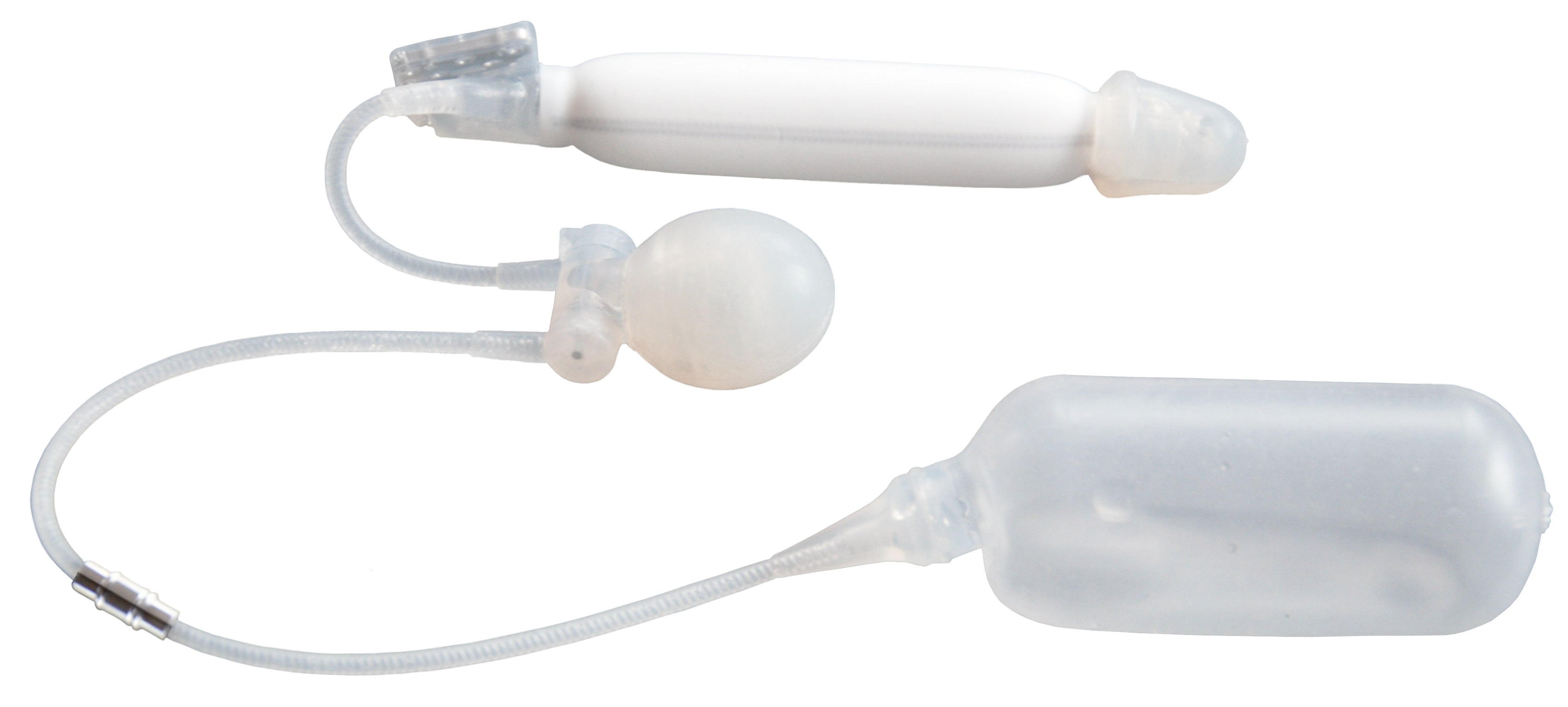
بدلة قضيبية قابلة للنفخ ZSI 475 FTM

إذا كانت إعادة التوصيل غير ممكنة (مثلاً إذا تعدى البتر 24 ساعة دون إعادة التوصيل)، قد يتمكن الأطباء من إعادة بناء القضيب من العضل والجلد الذي يتم تطعيمه من جزء آخر من الجسم كالساعد مثلاً. بالرغم من هذا، تبقى الحاجة لإستخدام بدلة قضيبية لتحقيق الإنتصاب، وذلك لأن القضيب الجديد قد يبدو مشوهاً، أو قد لا يتمكن من تحقيق القذف أو قد يقذف بقوة ضعيفة.
تقوم شركة زيفير للبدل الجراحية منذ عام 2015 بتأمين البدل القضيبية القابلة للنفخ وتلك الشبه-صلبة، وهي بدل مصممة لعمليات رأب القضيب (phalloplasty) واستعادة القدرة على الإنتصاب. إحدى المزايا الأخرى من رأب القضيب هي استعادة القدرة على التبول وقوفاً. إذا لم يتم إعادة بناء القضيب سيضطر الشخص إلى إتخاذ وضع القرفصاء من أجل التبول، إذ أن الطبيب سيقوم بإعادة توجيه مخرج الإحليل إلى أسفل الصفن.